# Fawaz Haddad
Fawaz Haddad (arabiska: فواز حدّاد), född 1947 i Damaskus, är en syrisk författare.
Haddad har en juristexamen från Damaskus universitet. Han har varit författare på heltid sedan 1988, och har gett ut ett tiotal romaner och en novellsamling. 2009 nominerades hans Al-Mutarjim al-Kha'in (The Unfaithful Translator) till International Prize for Arabic Fiction.